# TYR
TYR es una banda española de heavy rock y rock progresivo originaria de Málaga. Una de las bandas andaluzas de heavy en español más veteranas todavía en activo, también conocidos desde 2009 como Alhandal, apelativo con el que designan su línea de rock andaluz.

## Historia

### 1996 – 2001 Los orígenes
Tras varios intentos de consolidar una formación estable, a finales de 1996 Fran decide dale forma al proyecto TYR con la aportación de Victor de la Rubia a la guitarra y Txarly a la batería. Semanas después completarían la formación Alex Beltrán a los teclados, J. Guzmán al Bajo y Efraín a la voz. Tras meses de trabajo en el local, es en la primavera de 1997 cuando llegan las primeras actuaciones en vivo en la zona de Mijas y Fuengirola. En mayo de ese mismo año entran en estudio a las órdenes de Sergio Cascales para grabar su primera maqueta de 5 temas En un reino lejano. Seguidamente Alex abandona el grupo, su lugar lo ocupa Manu, teclista de In Ways of Blood. 
La primera formación estable quedaría compuesta por:
- Efraín: Voz
- Fran Benítez: Guitarra
- Victor de la Rubia: Guitarra
- J. Guzmán: Bajo
- Manu Hidalgo: Teclados
- Carlos Nuñez: Batería

Sin que la primera baja del proyecto alterase la actividad de la banda, continúa con los conciertos programados junto a bandas de la Costa del Sol como Dhunna o In Ways of Blood. Ese verano de 1997 consigue en Fuengirola el primer premio del certamen Rock and Surf, entre otros conciertos, cierra el verano en citas como la Feria de Mijas o las jornadas de juventud y deporte de Ceuta, esta última junto a bandas como Los Marañones y Espino.
El trabajo no cesa preparando temas y conciertos durante el siguiente invierno, sería a finales de primavera, cumpliendo el primer año desde el estreno en vivo de la banda, cuando Efraín y Victor dejan el grupo. Jaime, vocalista de Abyss, como allegado de la banda, recomienda para la vacante de las voces a Yiyi, cantante de los antequeranos Odunrock, quien accede a trabajar con la banda desde ese verano. Fran mantendría el peso de las guitarras momentáneamente. 
A finales de ese año la banda decide marcharse hasta Granada para continuar con el trabajo, es en esta ciudad donde se une a la formación el marbellí Sergio Stravinski como batería, en un periplo que duraría hasta la primavera de 1999.
Con la vuelta a Málaga Txarly regresa a la formación como batería y Jacobo García completa la línea de guitarras junto a Fran. En pleno trabajo, participando en certámenes andaluces como Sopa Bolo Rock (Álora), Passion Rock (La Rambla) o teloneando a bandas como Mago de Oz, Jacobo deja la banda. Jon Zagalaz, guitarrista de Dhunna, accede a cubrir su puesto y se incorpora a la banda en julio de ese mismo año 1999.
El grupo quedaría compuesto por:
- Yiyi: Voz
- Fran Benítez: Guitarra
- Jon Zagalaz: Guitarra
- J. Guzmán: Bajo
- Manu Hidalgo: Teclados
- Carlos Nuñez: Batería

Tras aparecer en la Feria de Pizarra con la nueva formación, el estreno de lujo se produce a finales de agosto en la primera cita del Festival Mijas Rock, actuando junto a bandas como Twilight, Tierra Santa, Easy Rider, Avalanch o Barón Rojo.
En octubre de ese mismo año la banda se marcha a Madrid para preparar su primer disco en los estudios Sound Passion de Vallekas, lo hace a las órdenes de Roberto Galán (técnico de Hamlet) y con la producción de Sergio Cascales y Patrick Van Reguemorter.
Tras el fin de las mezclas en marzo de 2000 se inician sin éxito los contactos para publicar este primer disco. No obstante la banda continúa con sus compromisos en directo y acompaña ese verano a bandas como Stratovarius, Rhapsody, Metalium o Ávalon. A finales de noviembre, Manhu abandona la banda, su puesto lo ocupa Sergio Belmonte, teclista de Phantasy.
Con este último cambio la banda quedaría compuesta por:
- Yiyi: Voz
- Fran Benítez: Guitarra
- Jon Zagalaz: Guitarra
- J. Guzmán: Bajo
- Sergio Belmonte: Teclados
- Carlos Nuñez: Batería

### 2001 – 2003 TYR, primer disco del grupo
En julio de 2001 el festival Rock Machina invita al grupo a participar en una de las citas más importantes del heavy en Europa, abriendo cartel para bandas como Symphony X, Lacuna Coil, In Flames, Kamelot o Gamma Ray en la localidad castellonense de Moncofa. A finales de ese año, el 26 de noviembre, la división del sello madrileño Locomotivemusic, Dynamo Records, publica el primer disco de la banda (TYR), lo que lleva al grupo a estar en escenarios como Viñarock 2002 o la Abeja Metálica.
Es a finales del verano de 2001 cuando Sergio Belmonte deja el grupo, la vacante en los teclados la ocupa Manhu hasta finales de 2002. Tras un completo verano, la banda decide entrar en estudio para grabar nuevos temas.

### 2003 – 2006 Gestando el futuro
A comienzos de 2003 deciden ralentizar sus apariciones y aunque actúa en citas puntiales, los miembros compaginan la actividad con otros proyectos paralelos. Es en ese momento cuando se incorpora a los teclados Hugo Martín, iniciando el periodo de mayor estabilidad con la formación actual:
- Yiyi: Voz
- Fran Benítez: Guitarra
- Jon Zagalaz: Guitarra
- J. Guzmán: Bajo
- Hugo Martín: Teclados
- Carlos Nuñez: Batería

En 2004 culmina el letargo, la banda comienza a trabajar en nuevos temas. Bajo los arreglos de Jon Zagalaz, el grupo evidencia un giro en el modo de concebir su propia marca musical, siendo en el verano de 2004 cuando la banda entra en estudio para grabar los primeros temas. Tras realizar las baterías en los Estudios Control Remoto, entra en Estudios Dune el 8 de diciembre para culminar lo que sería su nuevo disco, una producción que se extendería hasta finales de 2005 con los trabajos de mastering de Ryan Smith en los estudios Sterling Sound de Nueva York. 
En esas fechas de finales de 2005, terminado el trabajo con el nuevo disco, Jon Zagalaz anuncia su marcha momentánea a EE. UU., donde permanecería hasta octubre de 2006 culminando sus estudios en el Musicians Institute de Los Ángeles. La banda decide aparcar el lanzamiento del nuevo disco hasta el regreso de Jon, vuelve a los escenarios locales durante los primeros meses de 2006. en esos meses nace Mox Records, sello que aseguraría los futuros lanzamientos del grupo.

### 2006 – 2008 Hipokrisia
Con el regreso de Jon a España, el grupo anuncia la publicación de Hipokrisia a finales de 2006, lanzamiento que compagina con una gira de presentación por las principales ciudades de la península.
Gira promocional Hipokrisia:
- 14/10/2006 – Azkoitiko Matadeixe Azcoitia
- 21/10/2006 – Rock Eagle Logroño
- 04/11/2006 – Utopía Zaragoza
- 11/11/2006 – Xtreme Aretoa Santurce
- 18/11/2006 – Super 8 Murcia
- 02/12/2006 – Pa berse matao Valencia
- 08/12/2006 – Culto Club Lisboa
- 16/12/2006 – Jimmy Jazz Vallecas
- 03/03/2007 – Mardigrass La Coruña (aplazado)

Con nuevo disco y recuperando la carretera para el día a día de la banda, TYR certifica uno de los momentos de mayor estabilidad desde su fundación. Entre sus apariciones a inicios de primavera destacan festivales como La Zubia Rock en Granada, acompañando en escena a artistas como Rosendo. Participa en 2007 en el certamen nacional U-Play convocada por Sennheiser y Hard Rock Cafe, tras ser seleccionado para la semifinal de Barcelona a finales de mayo, la banda consigue llegar a llegar a la final de Madrid el 14 de junio, donde se hace con el primer premio del concurso, lo que significó el pasaporte para Festivales como Metrorock 2007 (Madrid) o Viña 2008 (Paiporta).

### 2008 – Vuelta a las RAÍCES
A comienzos de 2008 Jon regresa a EE. UU. para continuar con sus proyectos académicos, esta vez viaja hasta Nueva York durante tres meses, a su regreso la banda comienza a trabajar en nuevos temas.
Es en el transcurso de 2008 cuando comienza la transformación. Tras la gratificante recompensa que supuso Hipokrisia, el grupo no deja a un lado sus compromisos en directo y actúa a comienzos de febrero en la Sala Vivero de Málaga y en la Sala El Tren de Granada junto a Saratoga, cierra así sus apariciones y se encierra en C2 Estudios para gestar un trabajo conmemorativo al XXX aniversario de la publicación del álbum Mezclalina de Tabletom, efemérides que también coincide con la publicación de otro de los grandes discos homenajeados por Ahandal, La Leyenda del Tiempo de Camarón.
La banda compagina la nueva producción, realizada a caballo entre los citados C2 Estudios y Sonido XXI en Esparza de Galar, con compromisos puntuales en directo, quedando finalizado el nuevo proyecto a comienzos de 2009 con los trabajos de mastering de Justin Shturtz en los estudios Sterling Sound de Nueva York. En ese momento la banda adopta su nuevo apelativo y se pone a las órdenes del prestigioso fotógrafo Tony Smallman, quien recrea con su objetivo el nuevo concepto del Rock Andaluz que representa Alhandal.
A finales de abril de 2009, su sello discográfico Mox Records, publica un adelanto de su disco debut “Raíces”, recogiendo una versión del clásico de Triana “En el lago” y el tema propio “Abril”. Asimismo y bajo el nombre “Alhandal Básico” inicia una serie de conciertos de carácter acústico en su tierra natal, a modo de adelanto del nuevo proyecto y la posterior gira en eléctrico prevista para finales de año.

## Miembros

### Miembros actuales
- Yiyi: Voz
- Fran Benítez: Guitarra
- Jon Zagalaz: Guitarra
- J. Guzmán: Bajo
- Hugo Martín: Piano y teclados
- Carlos Nuñez “Txarly”: Batería y percusiones

### Antiguos miembros
- Alex Beltrán: Teclados (1997)
- Efraín: Voz (1997 - 1998)
- Victor de la Rubia: Guitarra (1997 - 1998)
- Sergio Stravinski: Batería (1999)
- Jacobo García: Guitarra (1999)
- Sergio Belmonte: Teclados (2001-2002)
- Manu Hidalgo: Teclados (1997 - 2001) (2002)

## Discografía

### Álbumes de estudio como TYR
| Año  | Título     |
| ---- | ---------- |
| 2001 | TYR        |
| 2006 | Hipokrisia |

### Álbumes de estudio como Alhandal
| Año  | Título                |
| ---- | --------------------- |
| 2009 | Raíces (Próximamente) |

### Sencillos publicados como Alhandal
| Año  | Título     |
| ---- | ---------- |
| 2009 | En el lago |